# Sawao Yamanaka
Yamanaka Sawao (su nombre real: Yamanaka Ozawa (misma lectura)), nacido el 7 de diciembre de 1968 es un cantante y guitarrista japonés. Es el líder vocalista y guitarrista de la banda The Pillows. Es de Hokkaido.
Aparte de The Pillows, Sawao también tiene otra banda llamada The Predators la cual formó en 2006 con el bajista Jiro de GLAY y el batería Shinpei Nakayama de Straightener.